# Comuna Štrigova, Međimurje
Štrigova este o comună în cantonul Međimurje, Croația, având o populație de 2.766 de locuitori (2011).

## Demografie
Componența etnică a comunei Štrigova
     Croați (93,75%)
     Sloveni (4,19%)
     Necunoscut (0,14%)
     Neclasificat (0,36%)
Componența confesională a comunei Štrigova
     Catolici (96,17%)
     Fără religie și atei (1,05%)
     Necunoscută (2,06%)
     Alte religii (0,72%)
Conform recensământului din 2011, comuna Štrigova avea 2.766 de locuitori. Din punct de vedere etnic, majoritatea locuitorilor (93,75%) erau croați, cu o minoritate de sloveni (4,19%). Apartenența etnică nu este cunoscută în cazul a 0,14% din locuitori. Din punct de vedere confesional, majoritatea locuitorilor (96,17%) erau catolici, cu o minoritate de persoane fără religie și atei (1,05%). Pentru 2,06% din locuitori nu este cunoscută apartenența confesională.